# Pseudobasilika

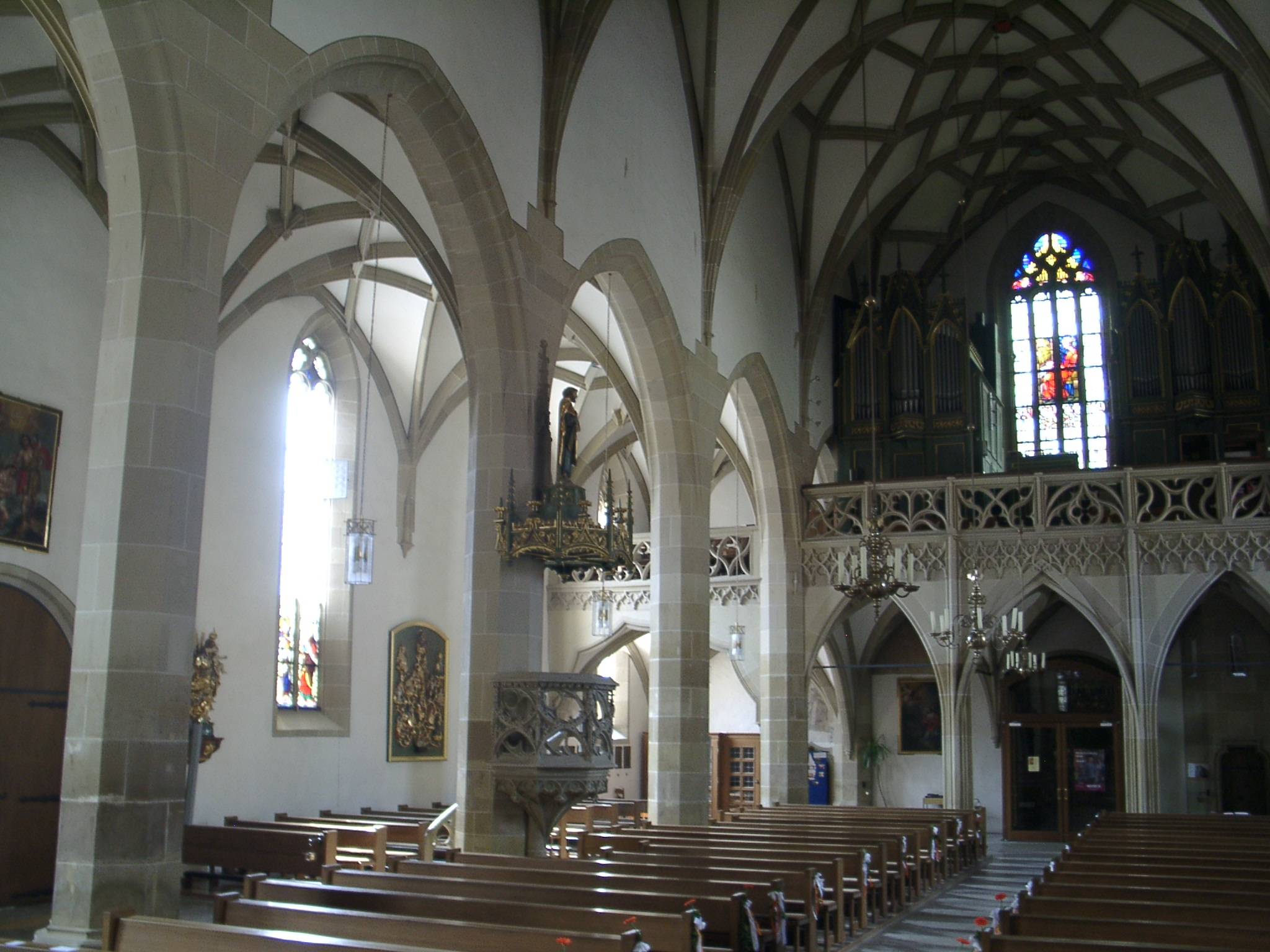
Mariä-Himmelfahrts-Kirche in Bad Königshofen (Unterfranken), Pseudobasilika

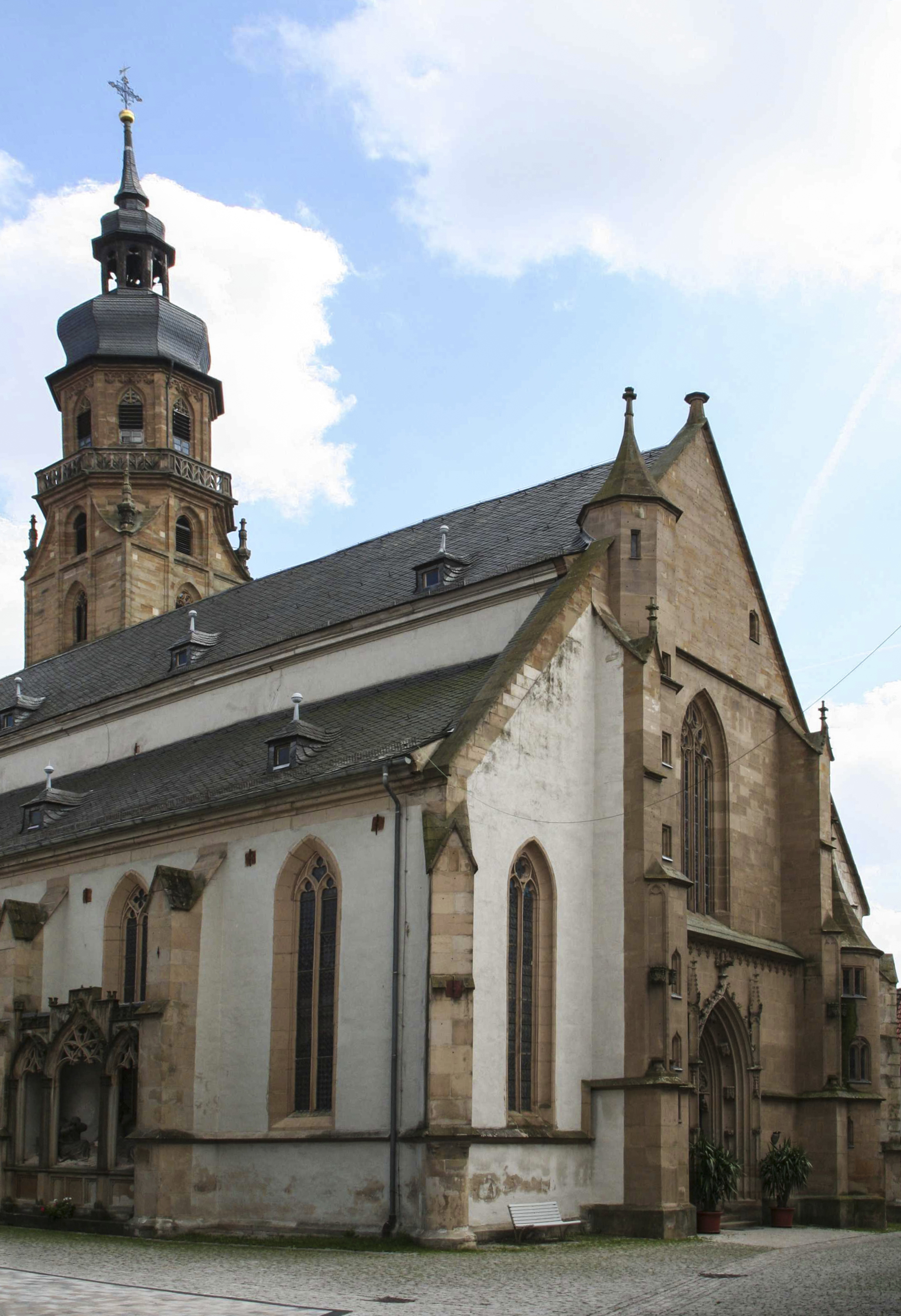
Mariä-Himmelfahrts-Kirche mit fensterlos herausragendem Mittelschiff

Die Pseudobasilika ist ebenso wie die Staffelhalle (Stufenhalle) eine vor allem in der Spätgotik verbreitete architektonische Mischform von Basilika und Hallenkirche. Das Gewölbe des Mittelschiffs ist dabei gegenüber den Seitenschiffen erhöht, jedoch meist weniger als bei der echten Basilika.
Ist das Mittelschiff mit Kreuzgewölben gedeckt, so liegen dessen Schildbögen vollständig oberhalb der Arkaden, sodass Seitenschiffsgewölbe und Mittelschiffsgewölbe zwei verschiedene Etagen bilden. So gibt es ausgeprägte Hochschiffswände, die jedoch keine Fensteröffnungen haben. Nach außen sind sie entweder völlig unter dem Dach verborgen, oder das Dach über dem Mittelschiff ist von den Schleppdächern der Seitenschiffe durch den obersten Teil der Hochschiffswände getrennt.
Hat das Mittelschiff ein längsgerichtetes Tonnengewölbe, so sind die Hochschiffswände weniger ausgeprägt, obwohl sein Scheitel ebenso hoch liegt, als befänden sich hier Kreuzgewölbe.
Stark verbreitet ist die Bauform der Pseudobasilika in Gegenden mit überwiegend holzgedeckten Kirchenräumen. Über dem Mittelschiff gibt es dann entweder ein hölzernes Tonnengewölbe oder freie Sicht in den Dachstuhl. Die Seitenschiffe haben großenteils schräge Pultdecken. Gewähren alle Schiffe freie Sicht in die Dachstühle, so ist eine Abgrenzung zwischen Pseudobasilika und Spanien kaum möglich; gleichartige Konstruktionen vermitteln je nach Dachneigung und Gewichtigkeit der Arkaden eher den einen oder eher den anderen Eindruck.

## Abgrenzung zur Staffelhalle
Bei Pseudobasiliken ragt das Mittelschiff ein Geschoss höher als die Seitenschiffe. Seine Gewölbe beginnen in Höhe der Scheitel der Seitenschiffsgewölbe oder noch höher. Im Gegensatz zur echten Basilika erhält das Mittelschiff aber kein Licht durch Fenster oberhalb der Seitenschiffe.
Bei Staffelhallen hingegen überlappen sich die Höhenbereiche der Mittelschiffs- und der Seitenschiffsgewölbe.
Manchmal ist die Zuordnung zu einer dieser ähnlichen Bauformen schwierig. Die Kämpfer der Mittelschiffsgewölbe können mit Kapitellen betont sein, die deutlich unterhalb der Höhe liegen, in der die Dienste die Senkrechte verlassen. Die Scheitelpunkte der Seitenschiffsgewölbe können deutlich höher liegen als die Scheitelpunkte der Arkadenbögen.

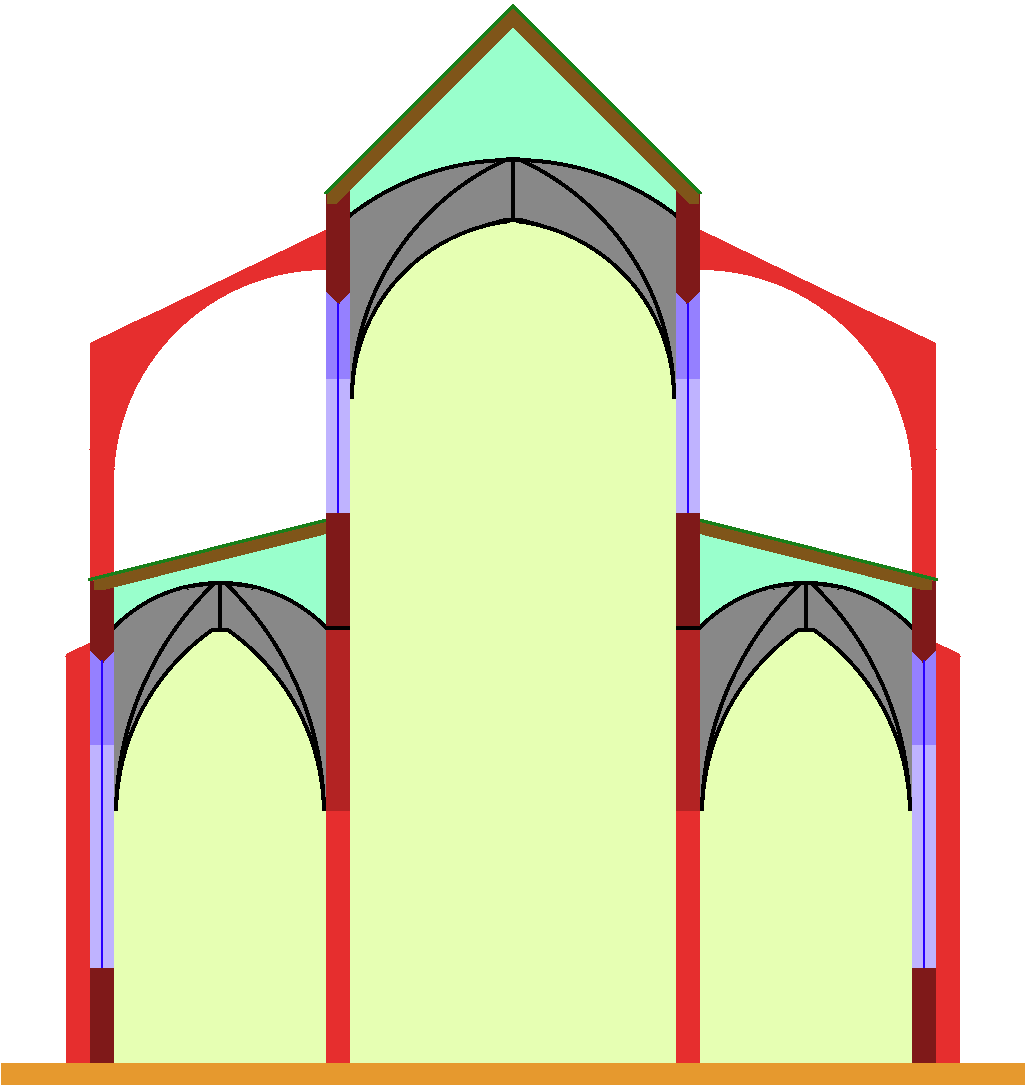
Basilika
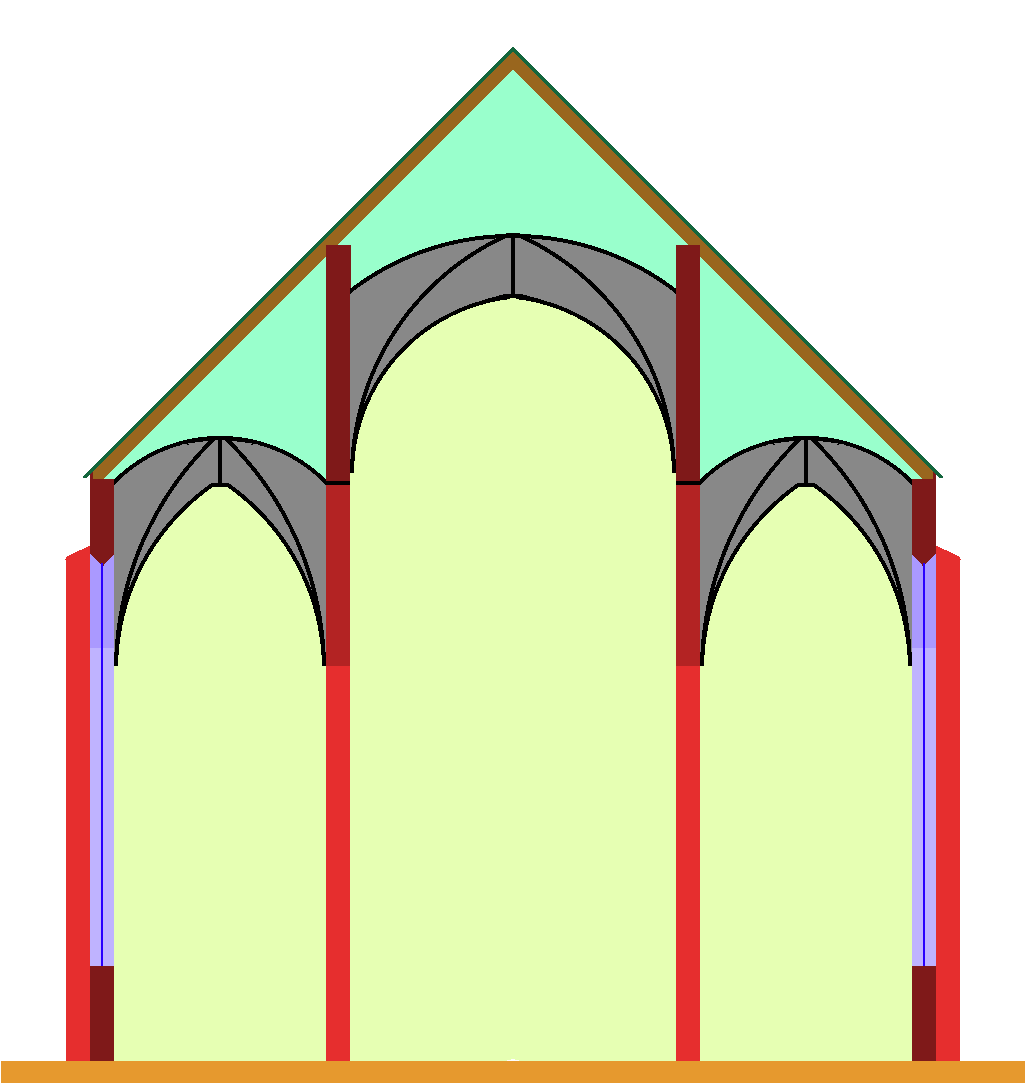
Pseudobasilika
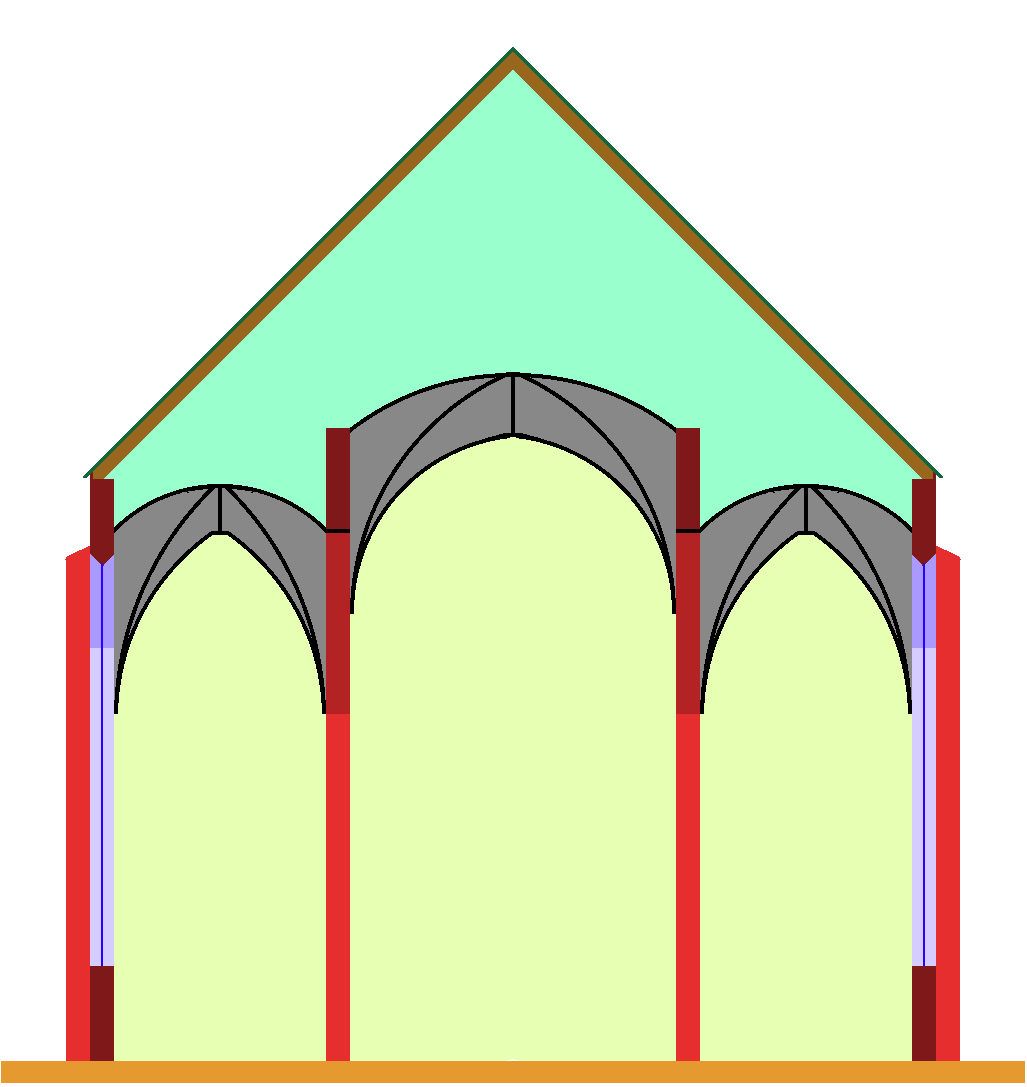
Staffel- = Stufenhalle
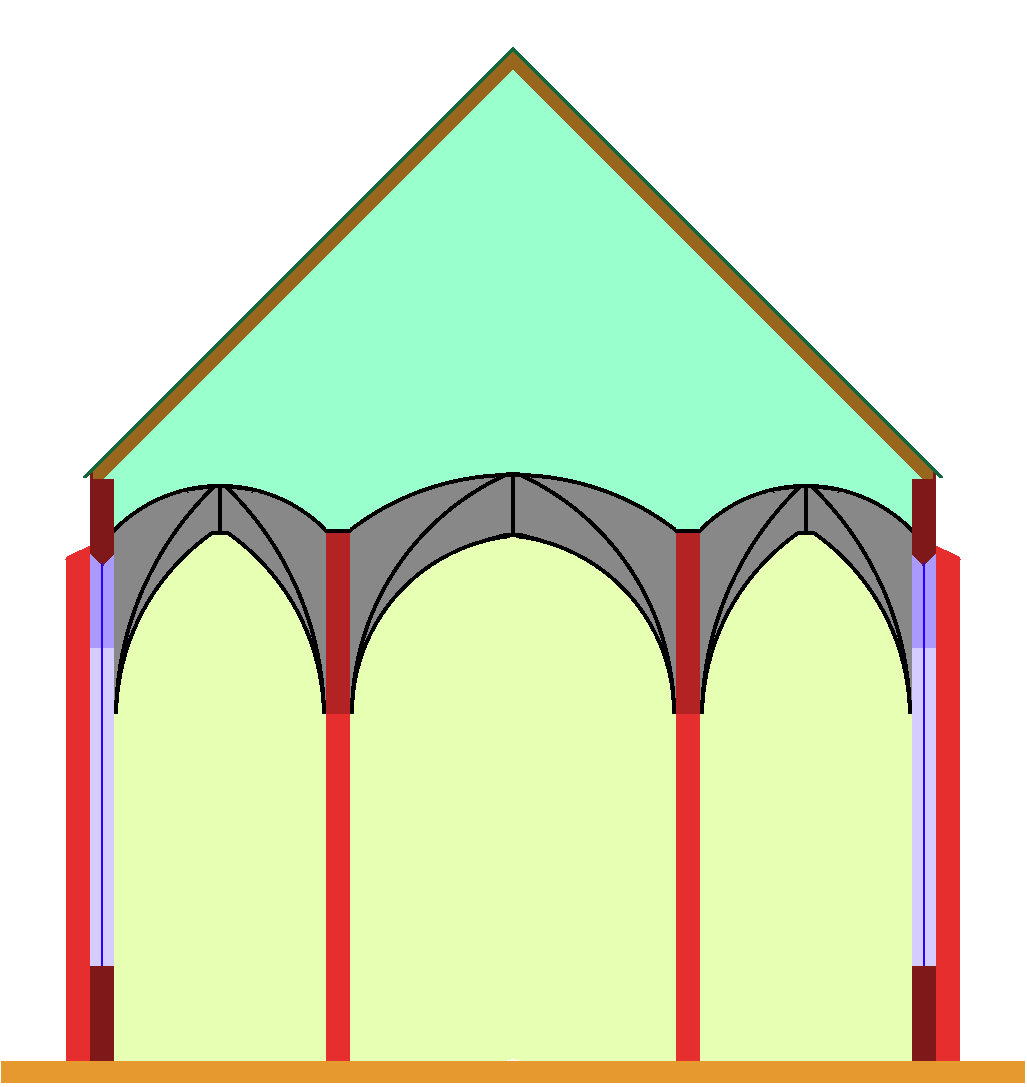
Hallenkirche
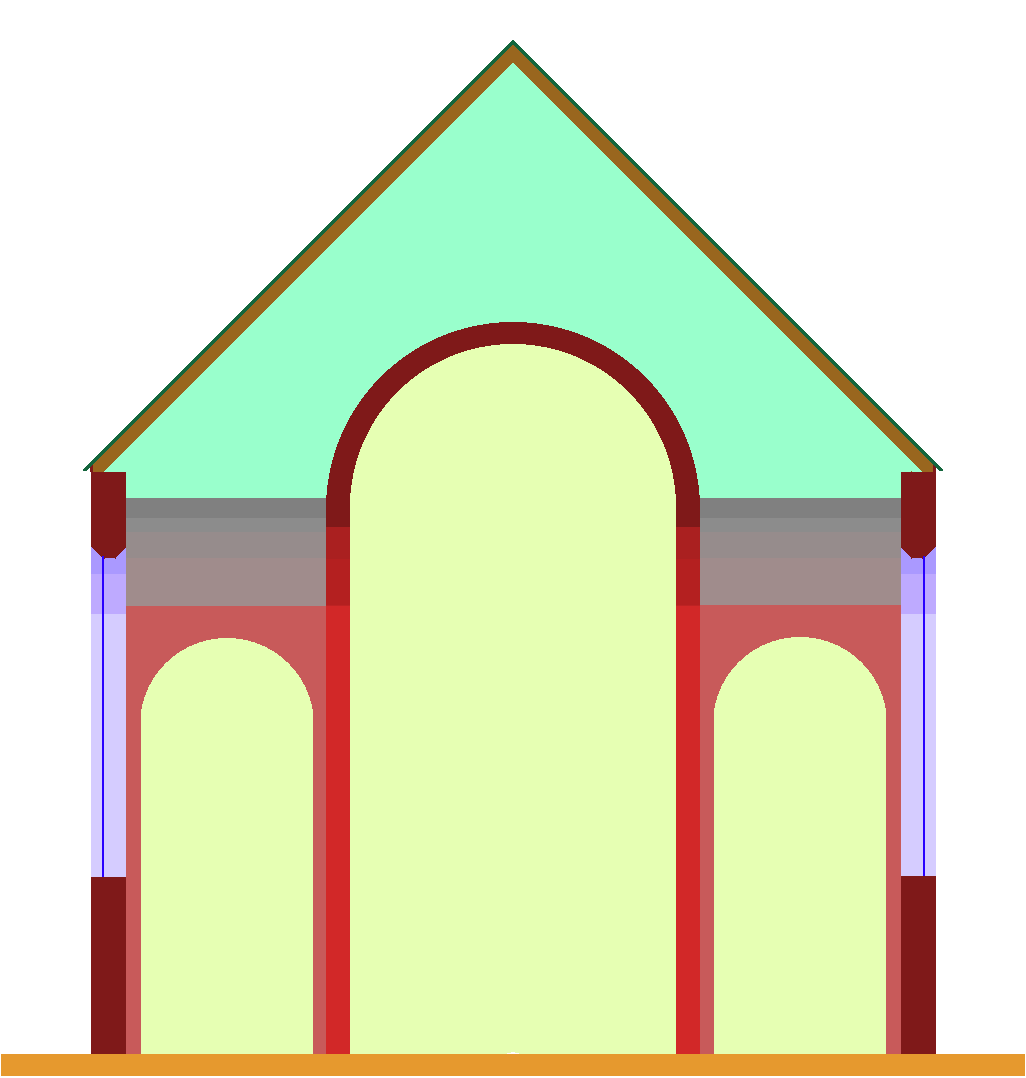
Romanische Pseudobasilika, Längstonne u. Quertonnen

Echte Pseudobasiliken sind in Mitteleuropa wesentlich seltener als Stufenhallen. Manchmal ist das erhöhte Mittelschiff außen durch einen Knick in der Dachfläche erkennbar, oder die separaten Seitenschiffdächer enden direkt unter dem Dachtrauf des Hauptschiffes.
Pseudobasiliken werden manchmal auch als reduzierte Basiliken, seltener als Stutzbasiliken bezeichnet. Gelegentlich gliedern aufgemalte Fenster die Obergaden, so dass die Illusion einer echten Basilika entsteht. Diese Illusionsmalereien täuschen bisweilen reiche Maßwerkfigurationen vor (Stadtkirche Neustadt in Holstein).

## Interpretation
Einige Kunsthistoriker interpretieren besonders die „reduzierten Basiliken“ als Resultate der beschränkten finanziellen Möglichkeiten der Bauherren oder als Ausdruck gewollter Bescheidenheit. Große Bauprojekte wie etwa der Wiener Stephansdom (pseudobasilikales Schiff mit Hallenchor) deuten allerdings darauf hin, dass speziell der Bautypus der Stufenhalle von den mittelalterlichen Baumeistern und Stiftern durchaus hoch geschätzt wurde. Die Kunsthistoriker des 19. und frühen 20. Jahrhunderts meinten hier oft, eine architektonische Unvollkommenheit solcher Sakralbauten erkennen zu können.

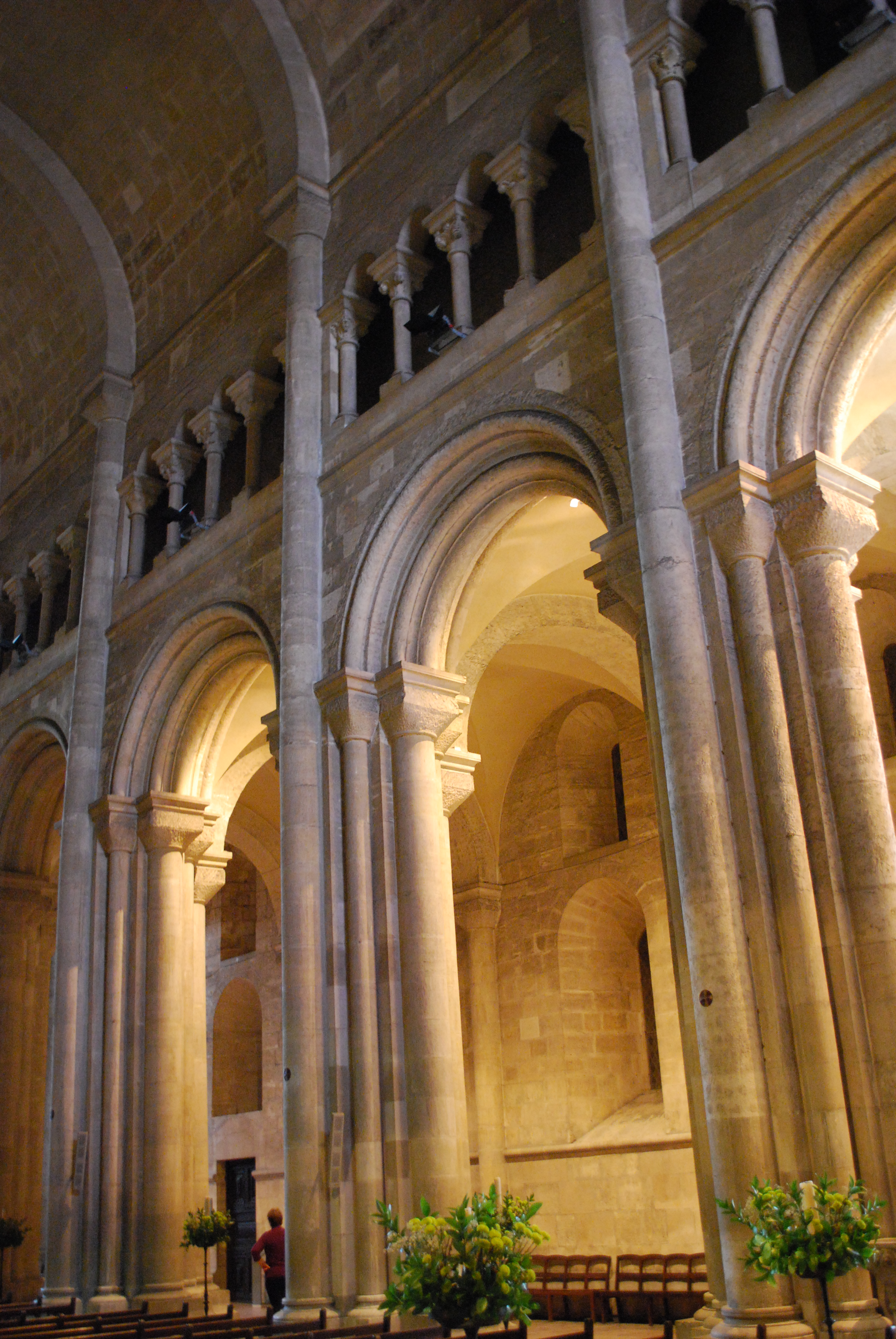
Kathedrale von Lissabon: Pseudobasilika mit Triforium
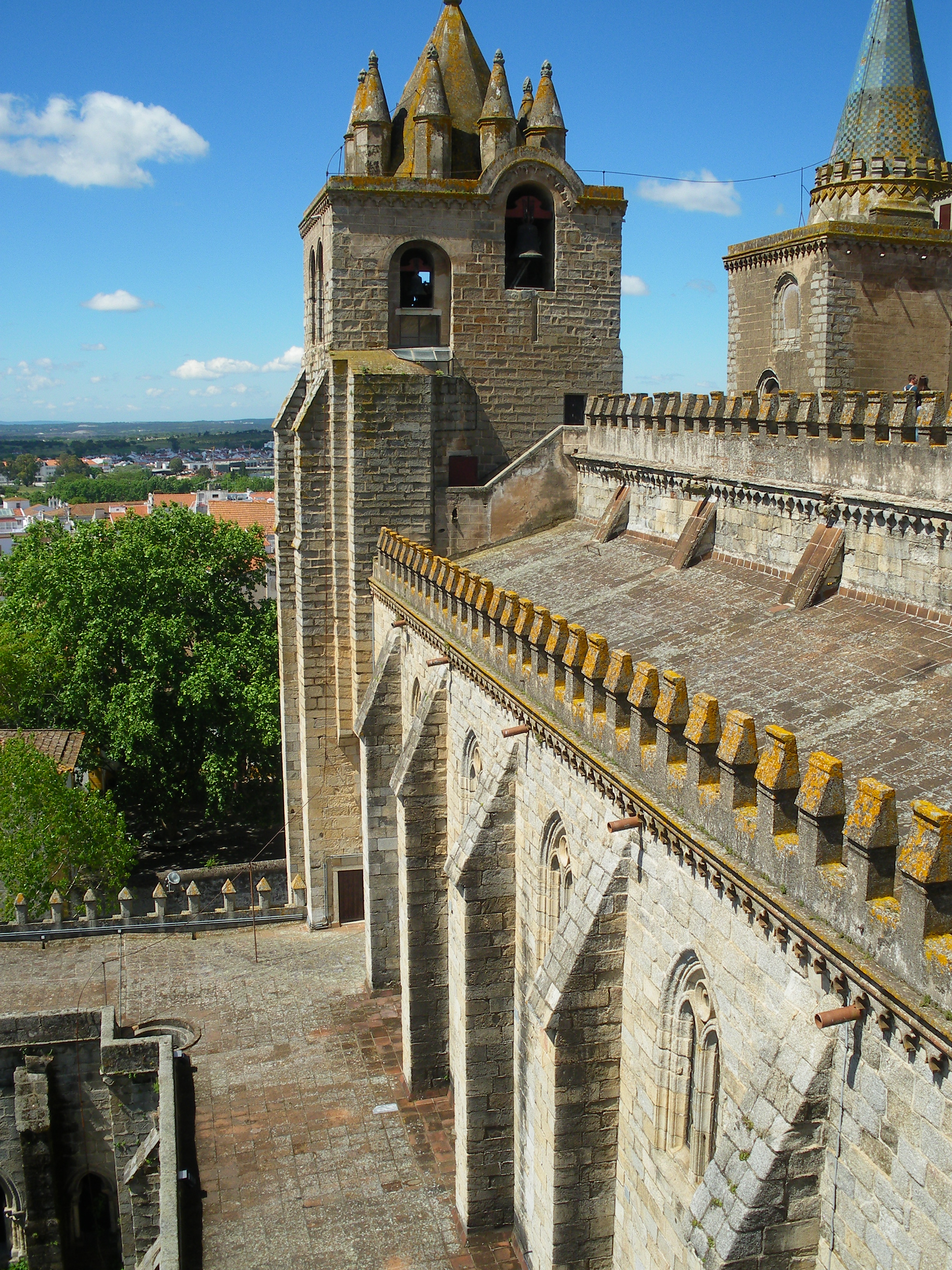
Kathedrale von Évora, Süd- Portugal: Flachdächer

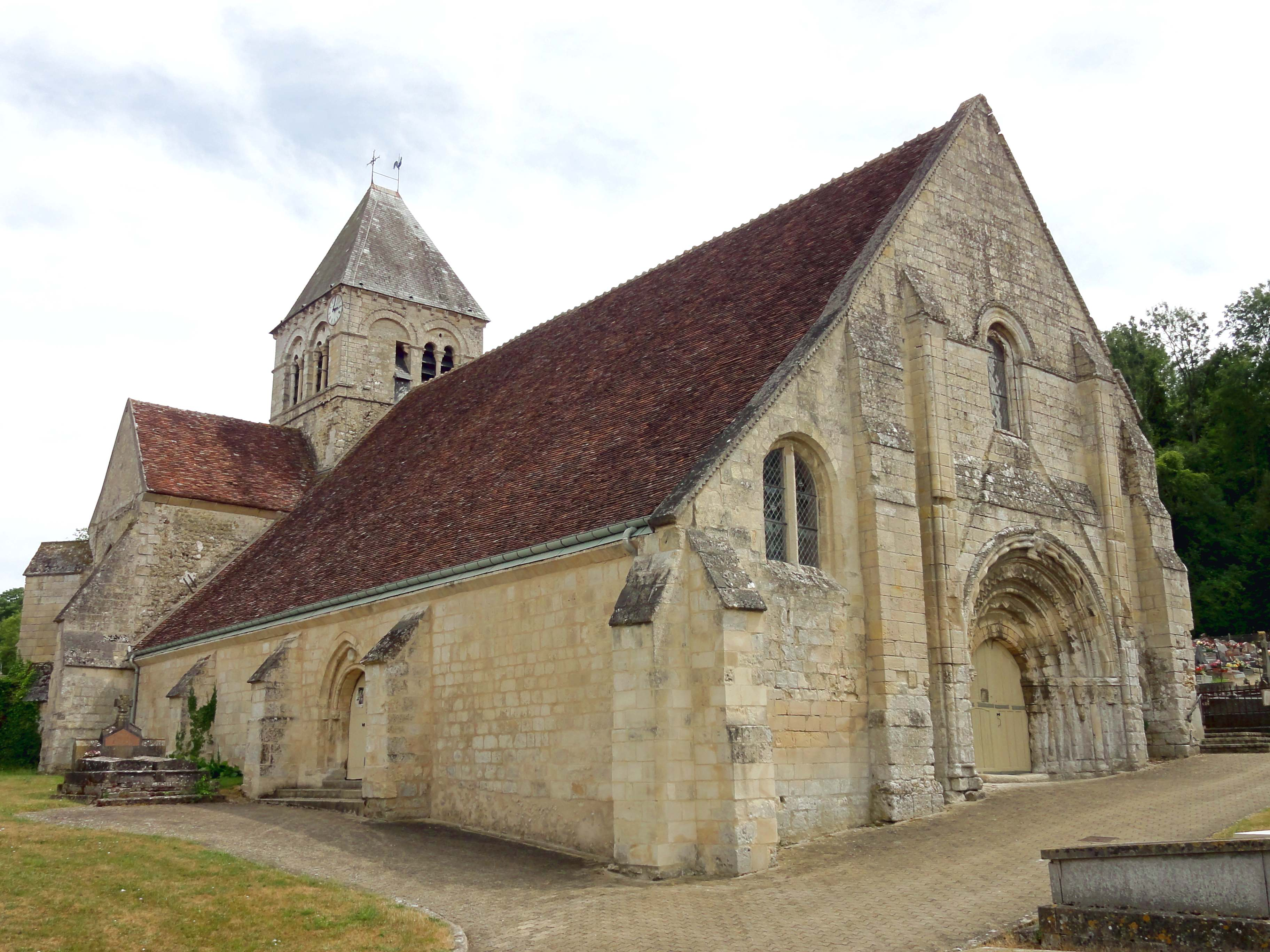
Catenoy, Dép. Oise, Frankreich: romanischer Kern, gotisches Nordseitenschiff

Allerdings sind nicht wenige Pseudobasiliken in der Weise durch Sparsamkeit zustande gekommen, dass eine einschiffige Kirche durch ein oder zwei Seitenschiffe unter Schleppdächern erweitert wurde.

## Beispiele steingewölbter Pseudobasiliken

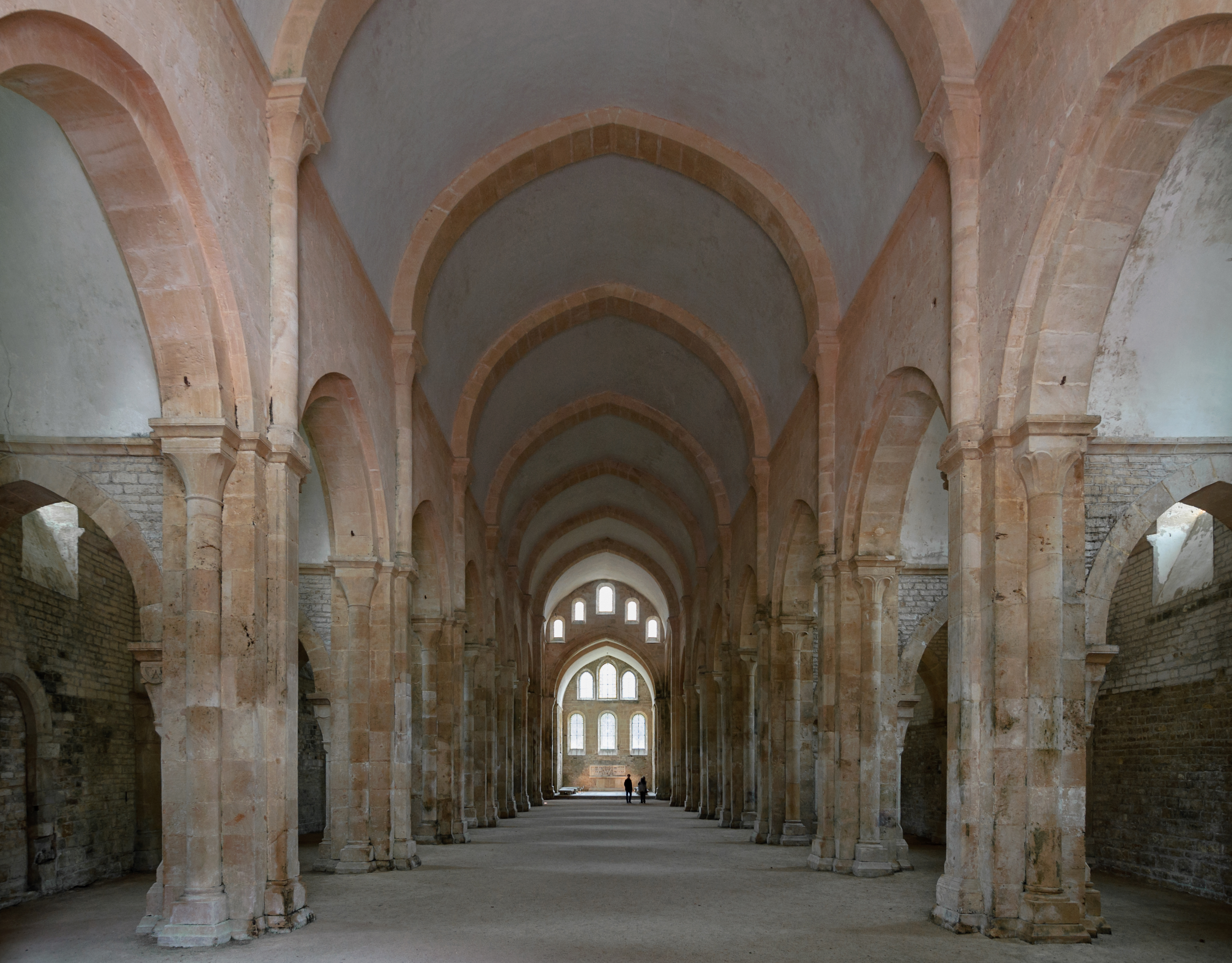
Abteikirche Fontenay, Burgund: Längstonne des Mittelschiffs über Quertonnen der Seitenschiffe
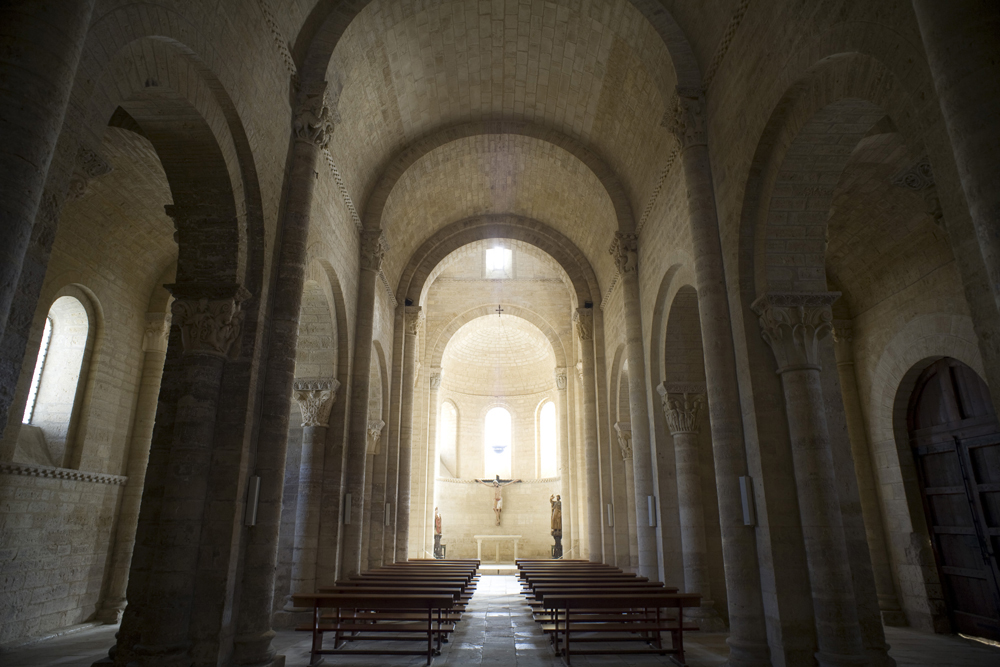
San Martín, Frómista, Castilla y León, Spanien: Seitenschiffstonnen unter Quer- und Langhaustonnen
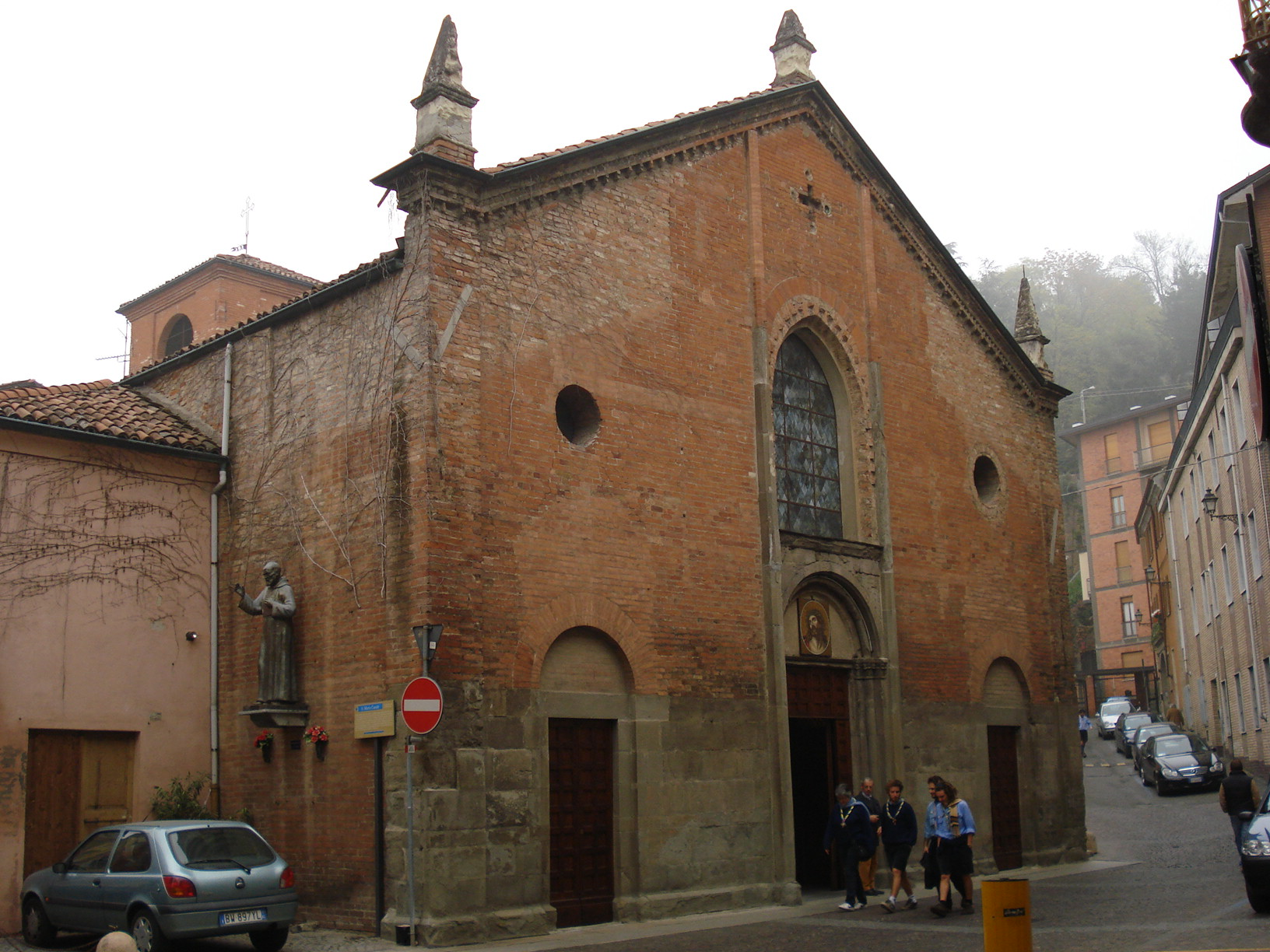
Santi Pietro e Paolo in Tortona, Piemont, Italien
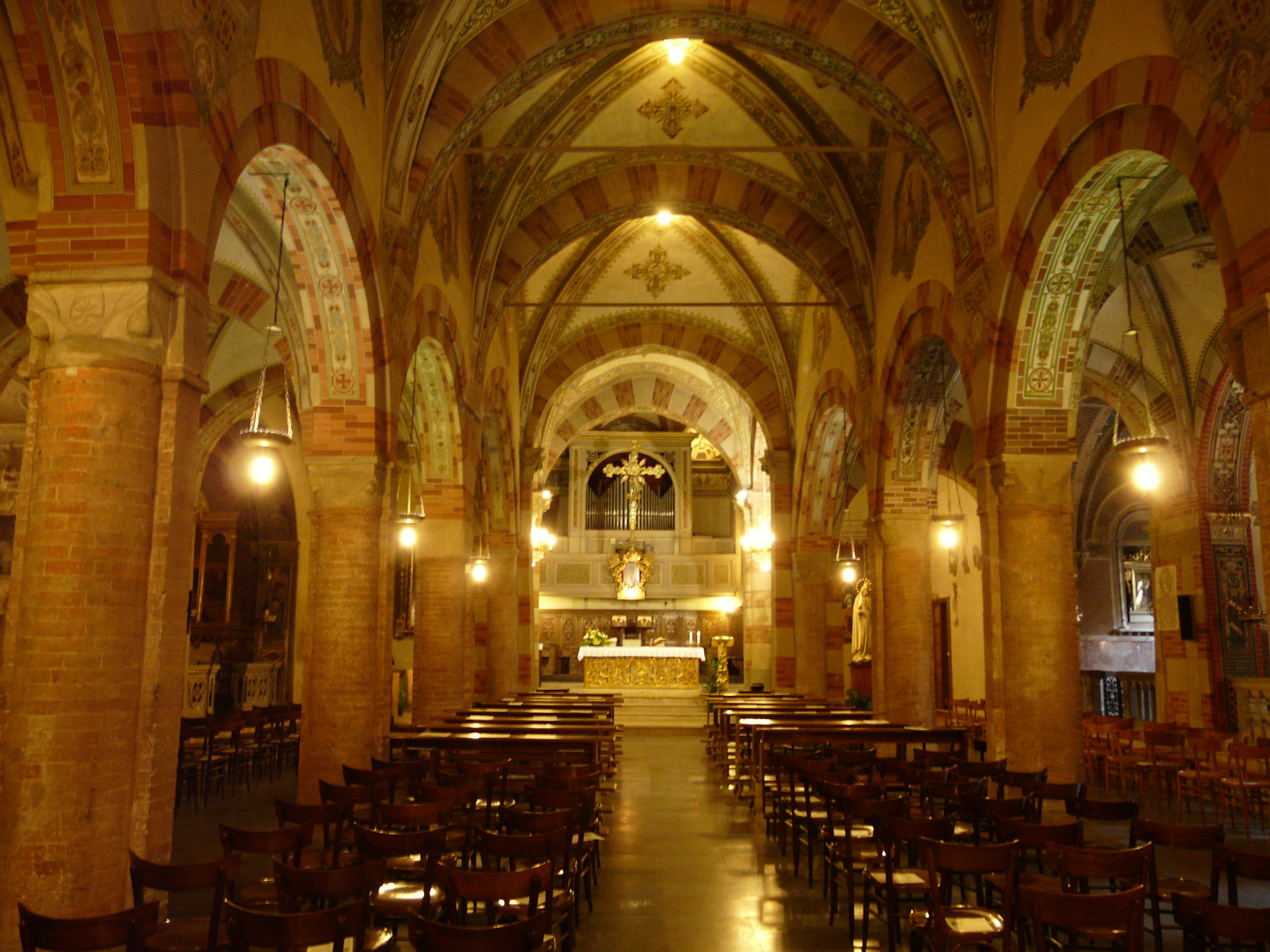
Santi Pietro e Paolo, Tortona: spitzbogige Bandrippen, spätromanisch

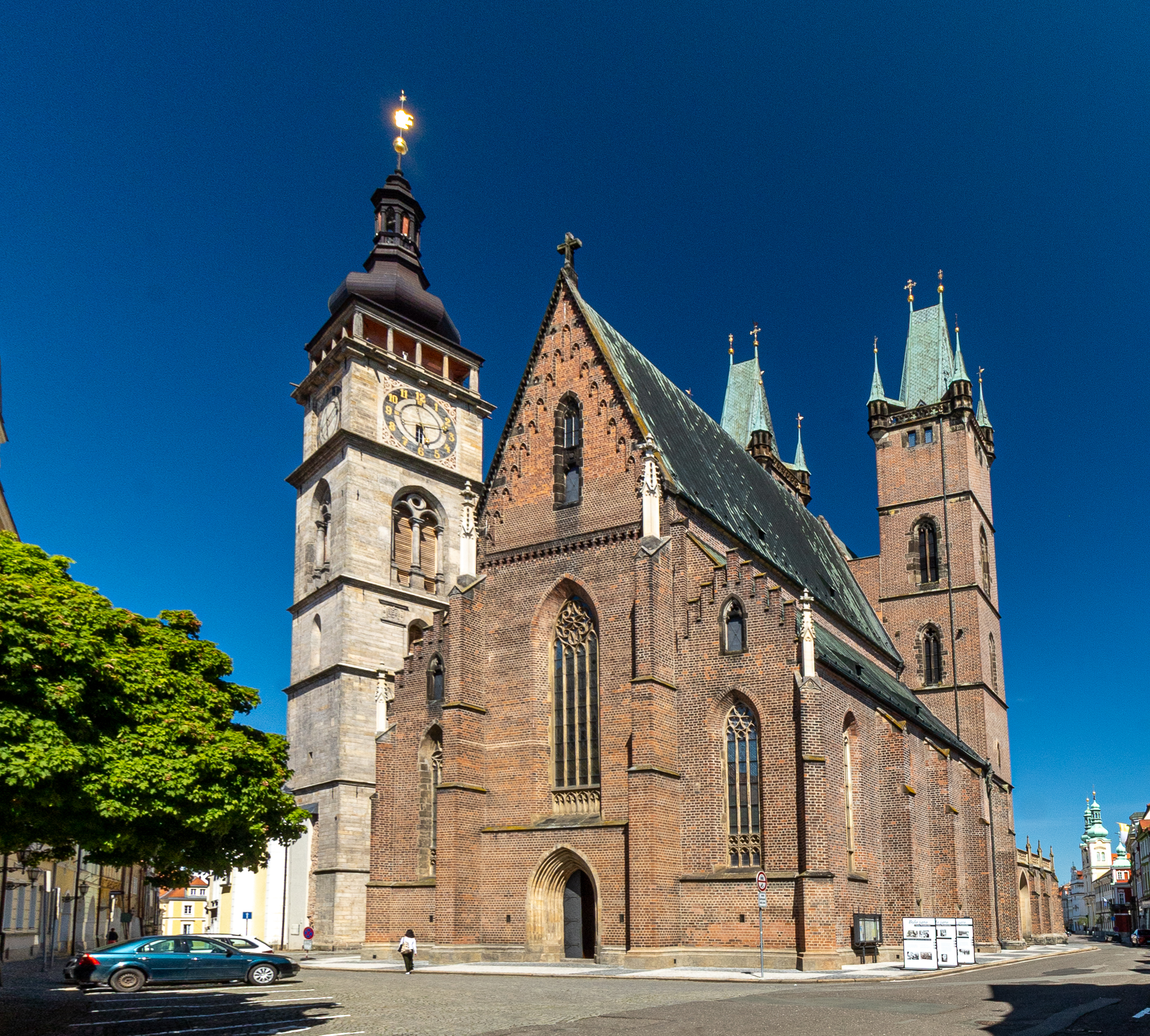
Heiliggeist-Kathedrale in Hradec Kralové, Tschechien
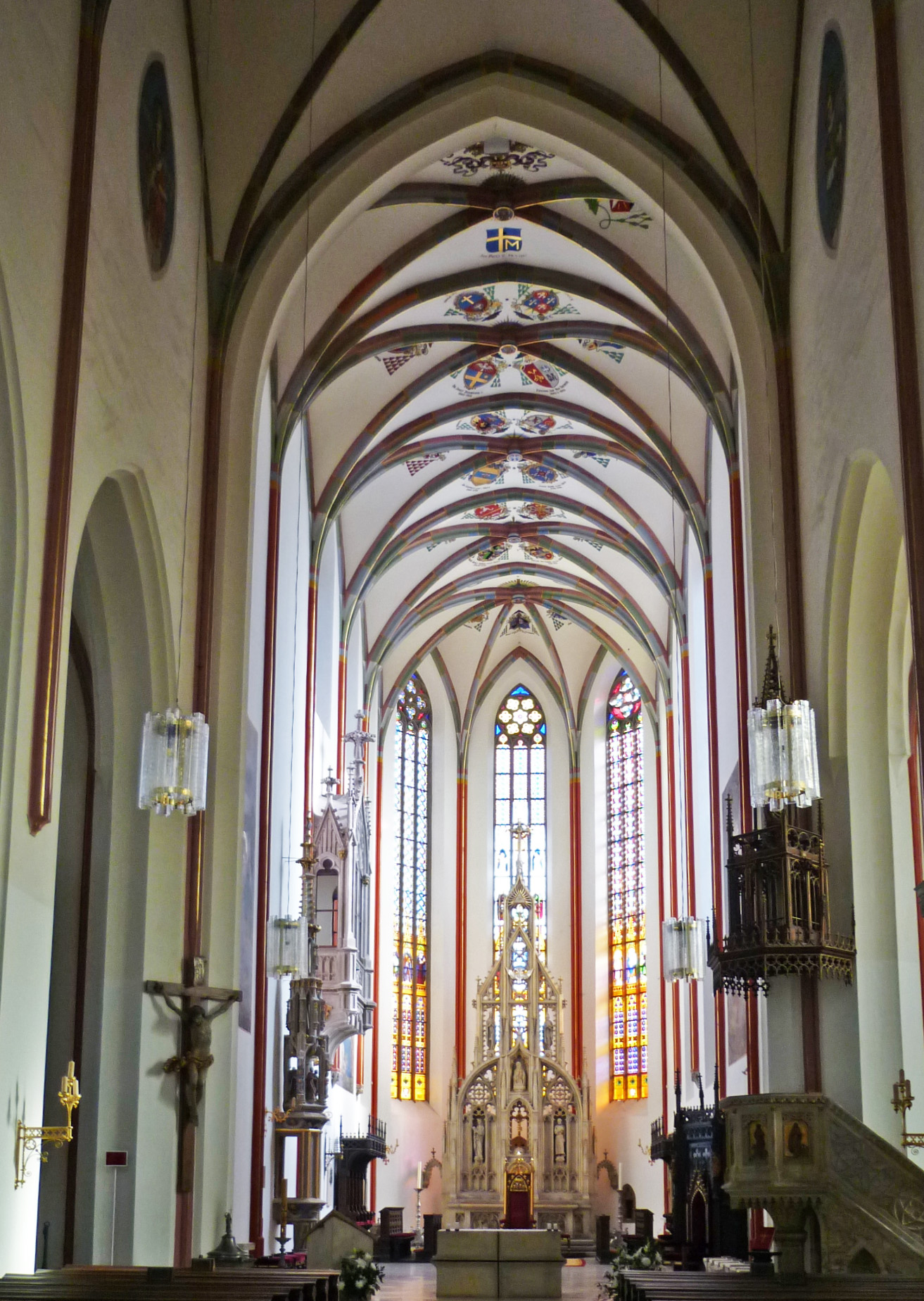
Heiliggeist-Kathedrale in Hradec Kralové
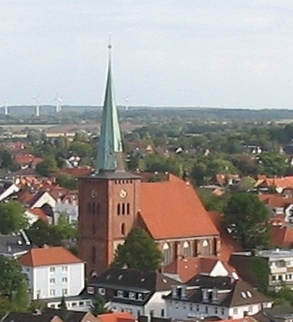
Stadtkirche Neustadt in Holstein
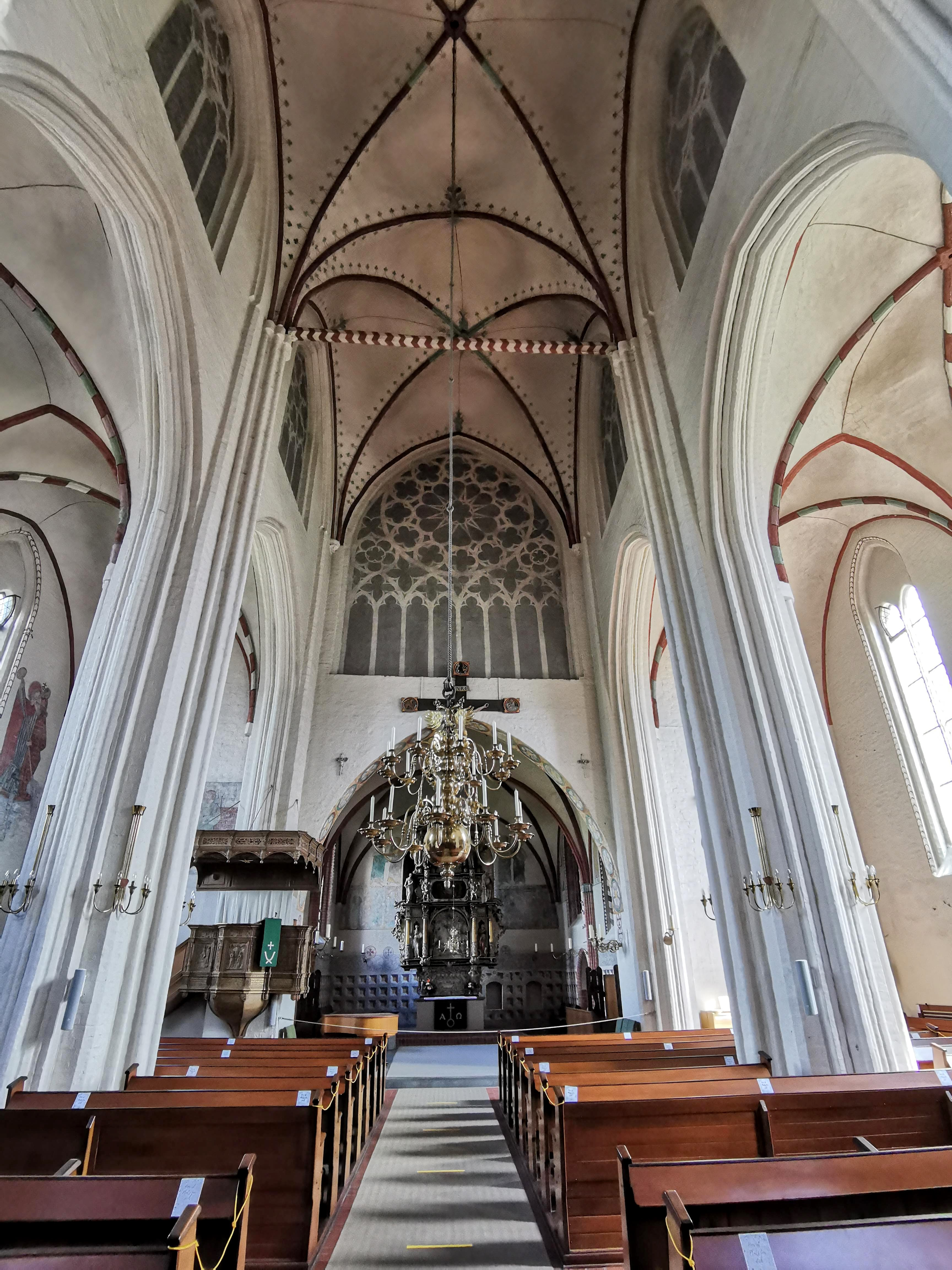
Stadtkirche Neustadt in Holstein
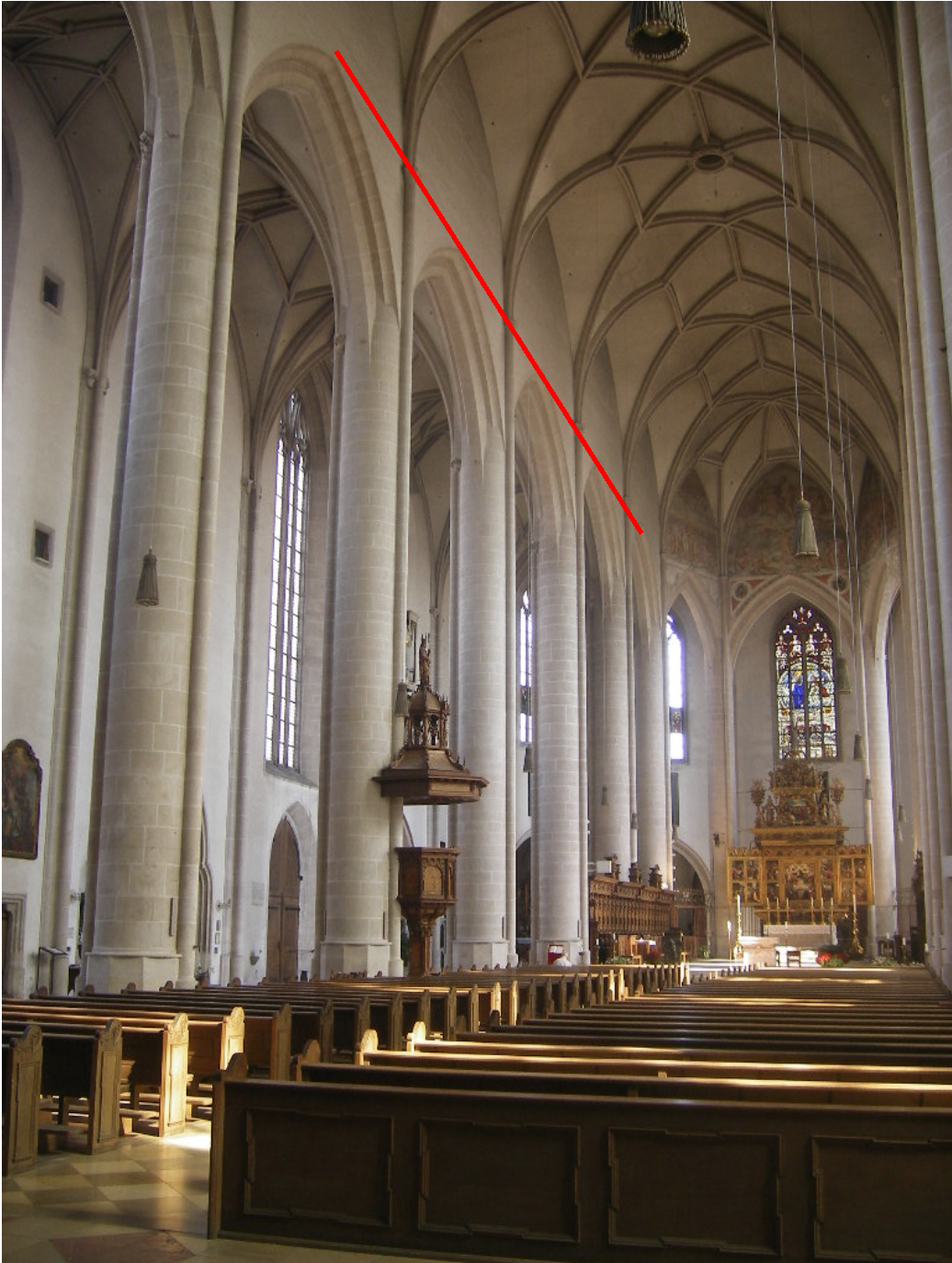
Liebfrauenmünster in Ingolstadt, Mittelschiffsgewölbe ganz oberhalb der Arkadenscheitel (rot markiert)

## Holzgedeckte Pseudobasiliken
In Teilen der Niederlande und in Flandern haben sowohl Hallenkirchen als auch Pseudobasiliken oft keine gemauerten Gewölbe, sondern hölzerne Tonnengewölbe. Bei derartigen Bauweisen haben Pseudobasiliken typischerweise über den Seitenschiffen Halbtonnen, die sich an die Arkaden anlehnen. Bei solchen Querschnitten fällte die Abgrenzung zur Staffelhalle besonders leicht. Auf den britischen Inseln sind holzgedeckte Pseudobasiliken fast so zahlreich wie holzgedeckte Hallenkirchen, in England gibt es mehr als 2400 mehrschiffige Kirchen ohne Obergaden mit hölzernen Deckenkonstruktionen, davon etwas über die Hälfte Hallenkirchen, aber auch über 1000 Pseudobasiliken. Bei vielen dieser englischen Kirchen hat entweder nur das Mittelschiff so etwas wie ein Tonnengewölbe, oder alle Decken folgen ungewölbt den Dachschrägen. In Spanien sind es vor allem Kirchen der Mudéjar-Architektur, darunter auch Pseudobasiliken, die hölzerne Decken haben, oft sehr fein gearbeitet.

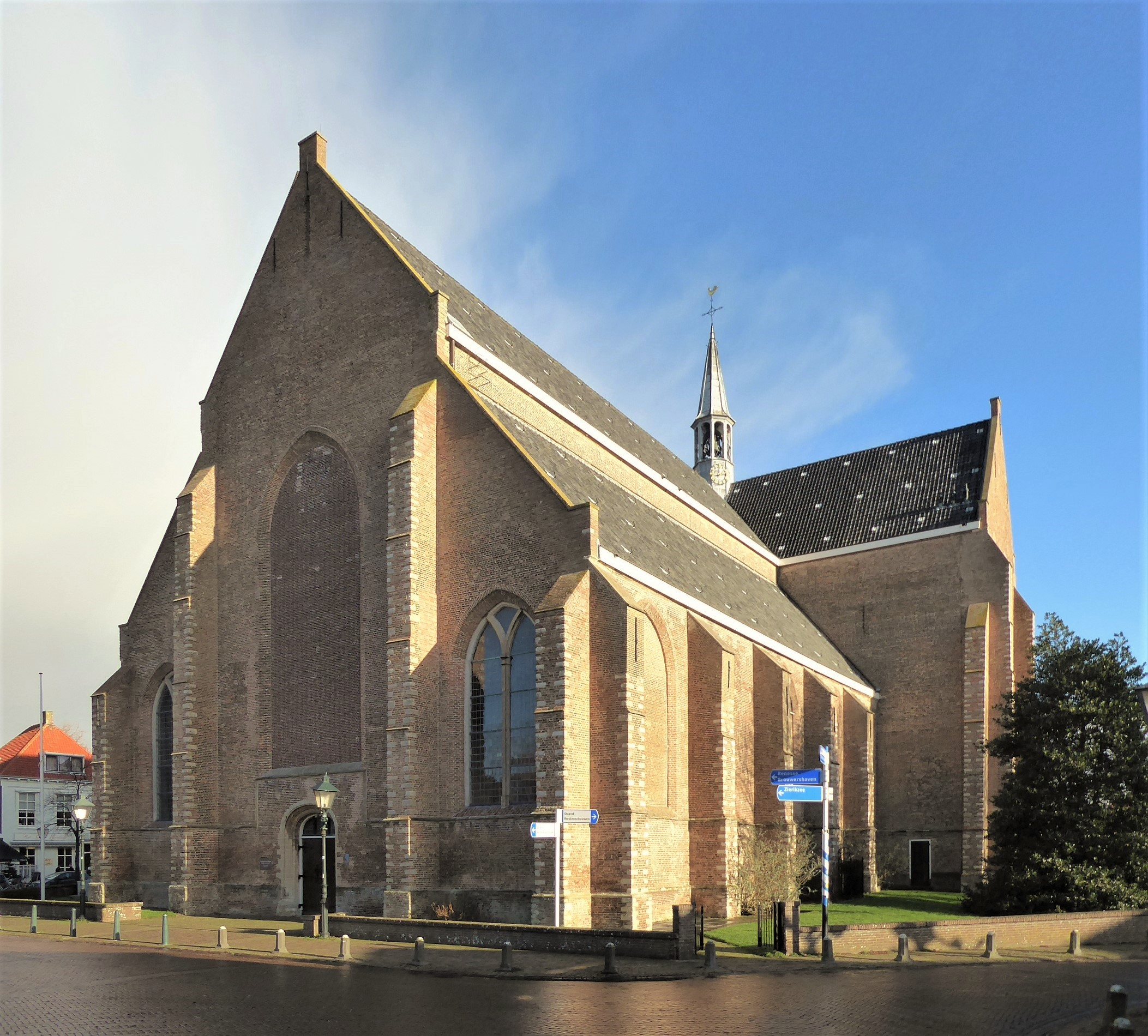
Johannes de Doperkerk in Haamstede, Zeeland, NL
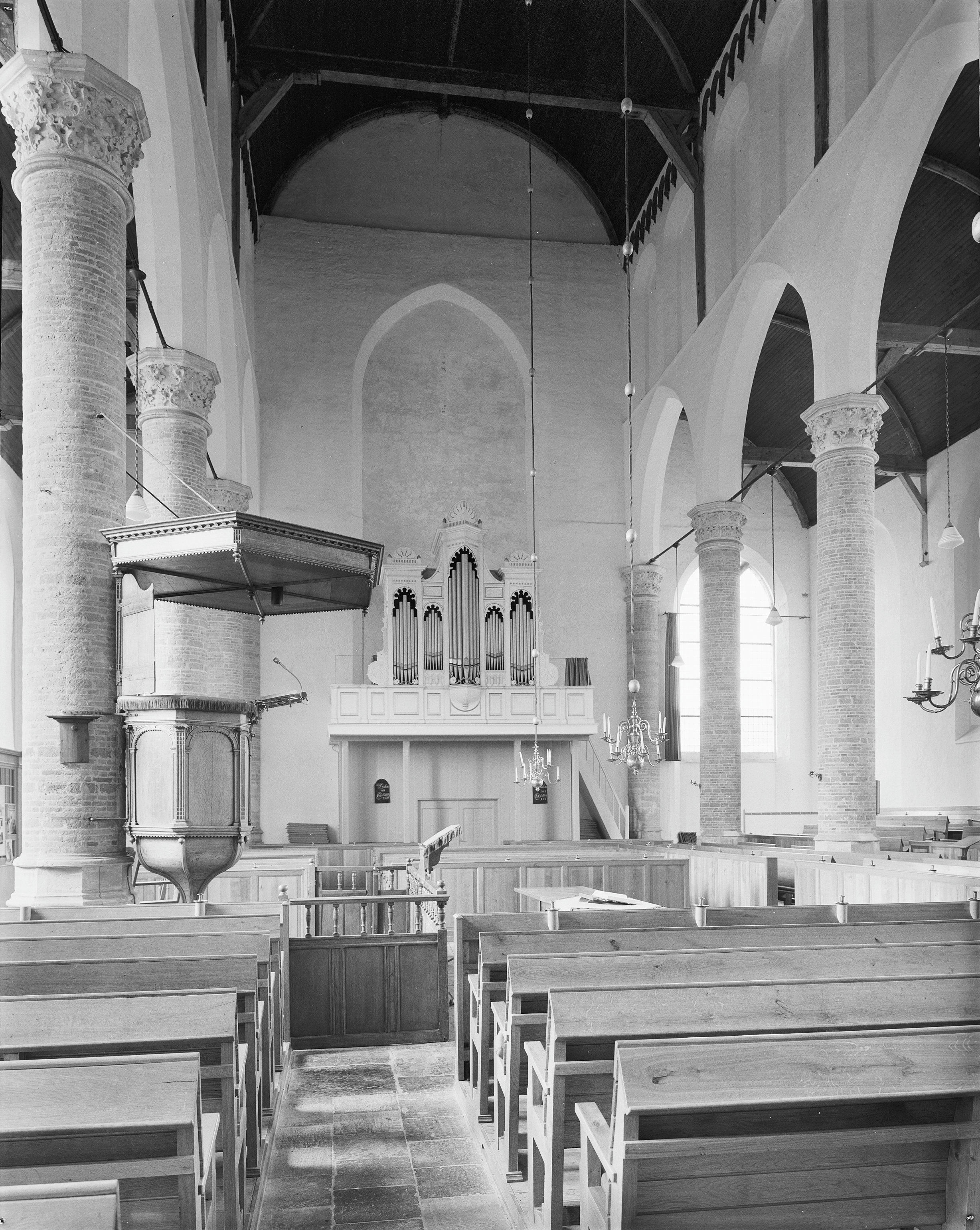
Johannes de Doperkerk in Haamstede: hölzerne Mittelschiffstonne und Halbtonnen
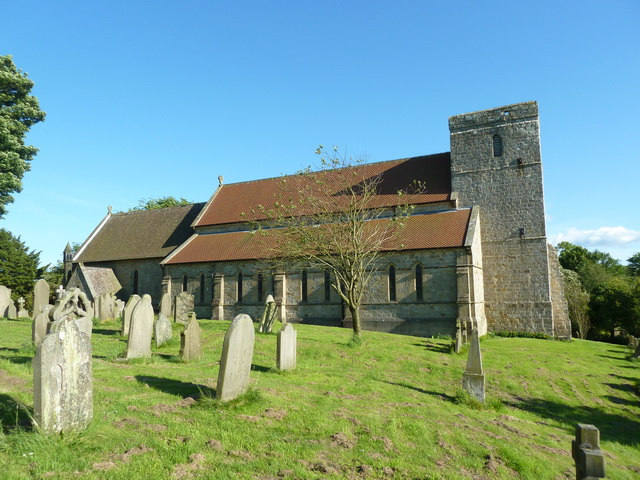
St Mary the Virgin, Stamfordham, Northumberland
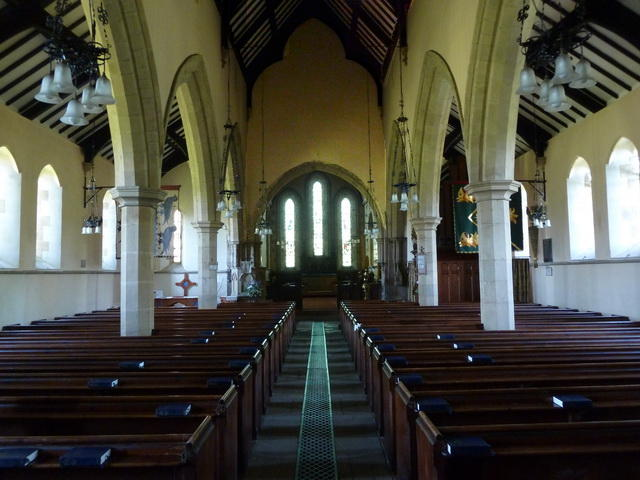
St Mary the Virgin, Stamfordham: steile Decken folgen den Dachschrägen
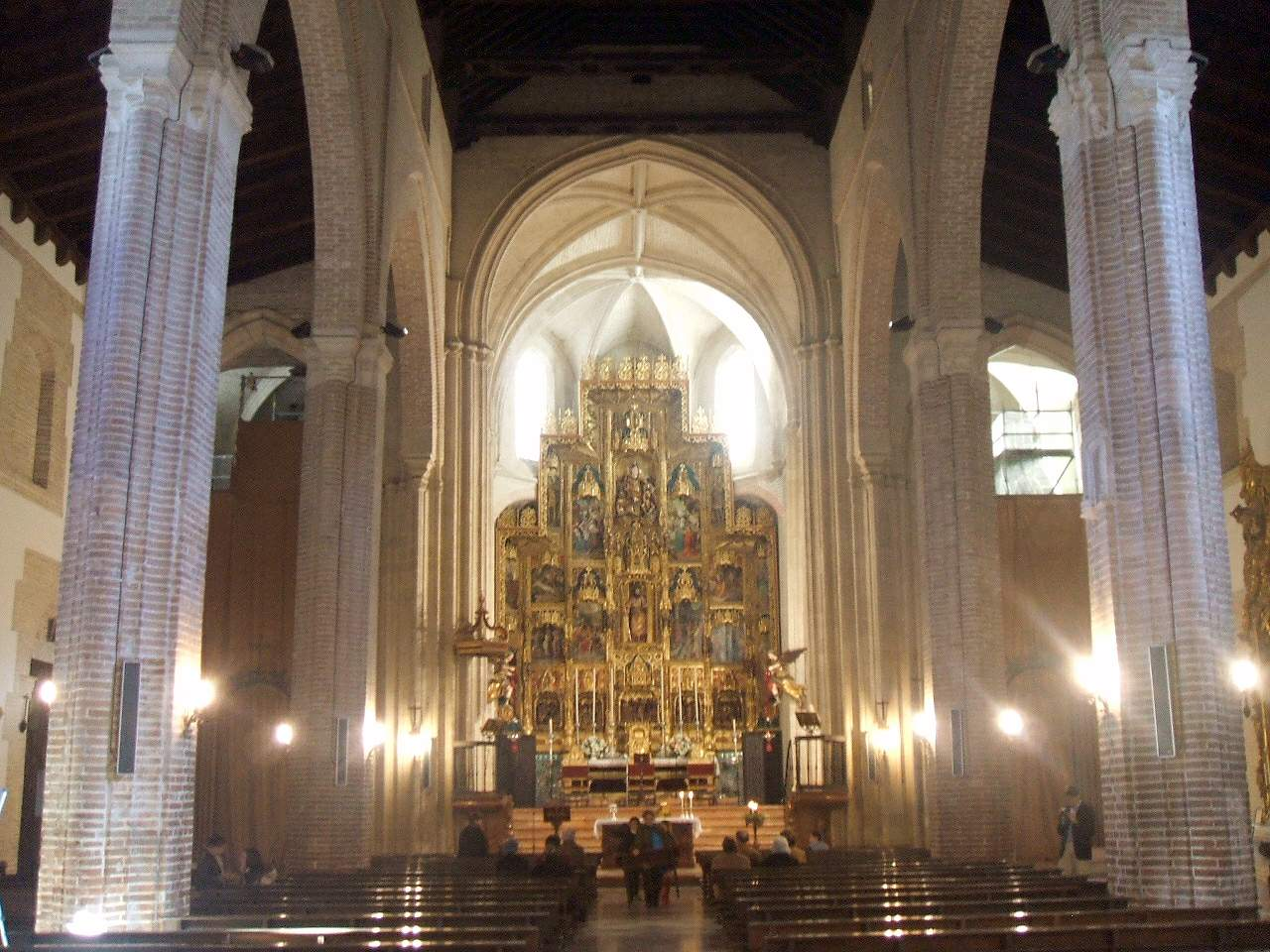
Iglesia de Santiago el Mayor Écija, Andalusien, ES, Gótico-Mudéjar

## Listen
- Liste der Pseudobasiliken in Deutschland
- Liste der Pseudobasiliken in Österreich
- Liste der Pseudobasiliken in Frankreich
- Liste der Pseudobasiliken in den Niederlanden
- Liste der Pseudobasiliken in Polen
- Liste der Pseudobasiliken in der Republik Irland
- Liste der Pseudobasiliken in Spanien
- Liste der Pseudobasiliken im Vereinigten Königreich
- Liste von Pseudobasiliken – sonstige Staaten